# Astrostole insularis
Astrostole insularis är en sjöstjärneart som beskrevs av Hubert Lyman Clark 1938. Astrostole insularis ingår i släktet Astrostole och familjen trollsjöstjärnor. Inga underarter finns listade i Catalogue of Life.